# Otto Schmidt (Mediziner, 1873)
Otto Georg Friedrich Schmidt (* 13. Januar 1873 in Bruchsal; † 1965) war ein deutscher Mediziner.

## Leben
Schmidt verbrachte seine Jugend in Tübingen. Dort besuchte er von 1883 bis 1891 das Gymnasium. Nach dem Bestehen der Reifeprüfung studierte er von 1891 bis 1895 Medizin (Studium der Medizin). 1896 erhielt er die Approbation.
In der Folge wirkte er als Assistenzarzt unter Carl von Liebermeister an der Medizinischen Klinik in Tübingen. Während dieser Zeit legte er die Prüfung für den ärztlichen Staatsdienst ab. 
Von 1902 an war Schmidt als praktischer Arzt in Rottenburg am Neckar tätig. 1919 kehrte er als Oberamtsarzt nach Tübingen zurück. 
1923 wechselte er als Amtsarzt und Gerichtsarzt an das Polizeipräsidium Stuttgart. Dort wurde er 1928 zum Obermedizinalrat ernannt. 
Von 1934 bis zu seinem Eintritt in den Ruhestand 1938 war Schmidt als Gerichtsarzt beim Städtischen Gesundheitsamt Stuttgart tätig.
Bereits 1926 hatte Schmidt an der Universität Tübingen einen Lehrauftrag für gerichtliche und soziale Medizin übernommen. Dort wurde er 1932 zum Honorarprofessor ernannt und lehrte bis 1942.
Daneben war er lange Jahre Vorstand des Württembergischen Medizinalbeamtenvereins. Seit 1891 war er Mitglied der Studentenverbindung Tübinger Königsgesellschaft Roigel.
Um 1938 wurde Schmidt Mitglied der NSDAP (Mitgliedsnummer 3.228.992).

## Ehe und Familie
Am 19. Oktober 1910 heiratete Schmidt. Aus der Ehe gingen fünf Kinder hervor.